# Bayangam
Bayangam es un municipio del departamento de Koung-Khi de la región del Oeste, Camerún. En noviembre de 2005 tenía una población censada de 13 397 habitantes.
Se encuentra ubicado cerca del río Noun, al norte de la ciudad más poblada del país, Duala.